# 북아일랜드 의회
북아일랜드 의회(영어: Northern Ireland Assembly, 아일랜드어: Tionól Thuaisceart Éireann)는 북아일랜드의 입법부로 단원제 의회이다. 1998년 성금요일 협정에 따라 설치되었으며, 1921년부터 1972년까지 있었던 북아일랜드 의회를 대신한다.

## 같이 보기
- 북아일랜드의 정당 목록
- 스코틀랜드 의회
- 웨일스 의회
- 에러크터스